# Langenberger Hute bei Breitenbach
Die Langenberger Hute bei Breitenbach ist ein Naturschutzgebiet in der hessischen Gemeinde Schauenburg im Landkreis Kassel.

## Allgemeines
Das Naturschutzgebiet mit der Gebietsnummer 1633034 ist circa 14 Hektar groß. Es steht seit dem 15. Dezember 1992 unter Naturschutz.

## Beschreibung
Das Naturschutzgebiet liegt südwestlich von Kassel im Naturpark Habichtswald. Es besteht aus zwei Teilflächen, die durch einen Feldweg voneinander getrennt sind. Das Naturschutzgebiet umfasst durch Hutewirtschaft entstandene Magerrasen im Norden des großflächig bewaldeten Höhenzuges Langenberg. In die Magerrasen sind Gehölze eingestreut. Das Naturschutzgebiet wird zur Pflege beweidet.
Am Rand des Naturschutzgebietes verläuft der Habichtswaldsteig. Das Naturschutzgebiet grenzt nach Osten und Süden an Wälder sowie nach Norden und Westen an landwirtschaftliche Nutzflächen.